# Donje Psarjevo
 Donje Psarjevo  falu Horvátországban Zágráb megyében. Közigazgatásilag Szentivánzelinához tartozik.

## Fekvése
Zágrábtól 24 km-re északkeletre, községközpontjától 3 km-re délnyugatra, a megye északkeleti részén fekszik.

## Története
1857-ben 227, 1910-ben 384 lakosa volt. Trianonig Zágráb vármegye Szentivánzelinai járásához tartozott.
2001-ben 318 lakosa volt.

## Külső hivatkozások
Szentivánzelina község hivatalos oldala